# Exploració europea de l'Àfrica

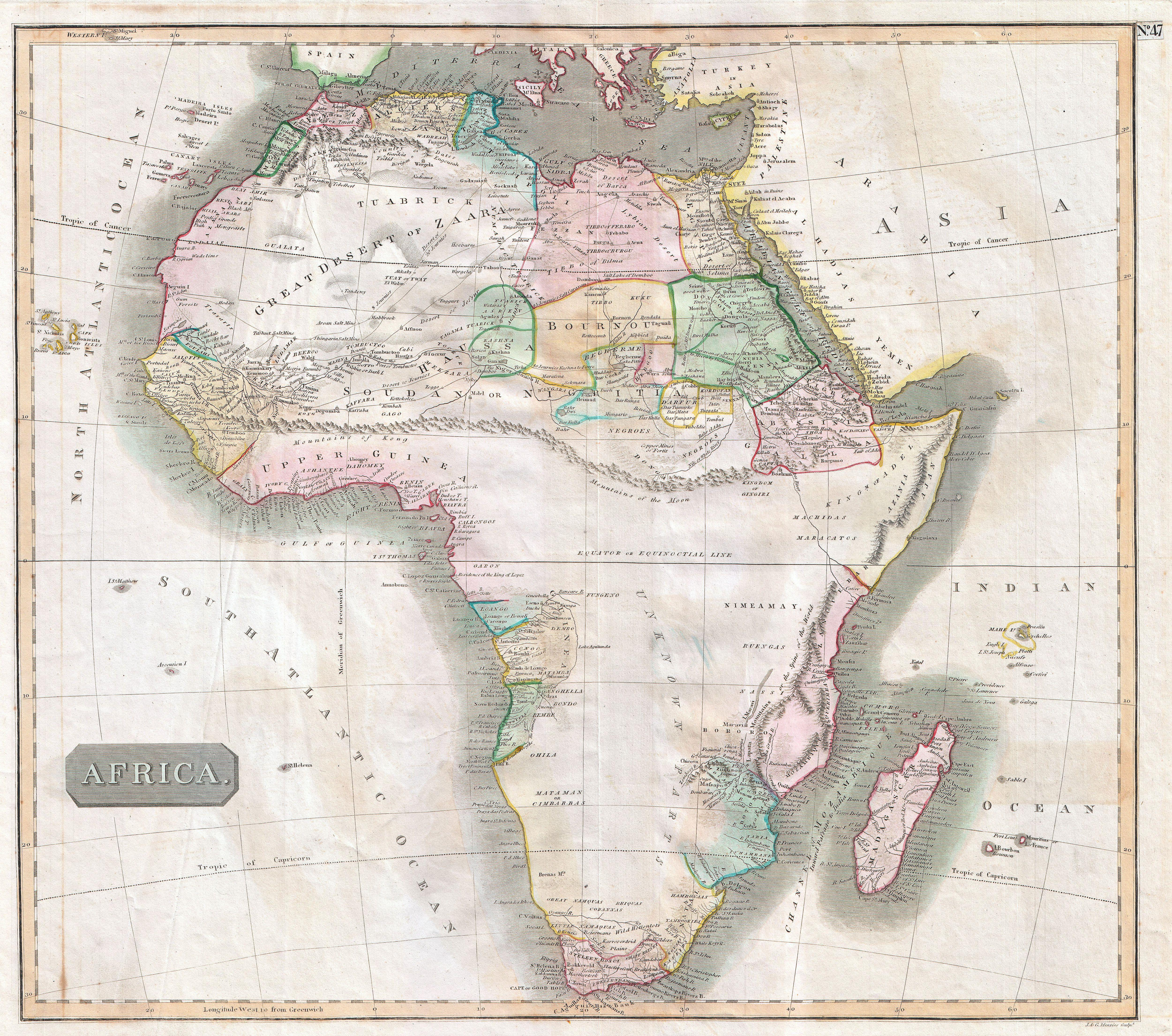
Mapa d'Àfrica del cartògraf John Thomson, 1813. Gran part del continent està etiquetat simplement com a "parts desconegudes". El map encara inclou les Muntanyes de la Lluna ptolemaiques, que des de llavors s'han atribuït als rangs que varien de les Muntanyes Rwenzori al Kilimanjaro cap als pics d'Etiòpia al capdavant del Nil Blau.

La geografia del nord d'Àfrica ha estat bastant coneguda entre els europeus des de l'antiguitat clàssica en la geografia greco-romana. El nord-oest d'Àfrica (Magrib) era conegut com a Líbia o Àfrica, mentre que Egipte era considerat part d'Àsia.
L'exploració europea de l'Àfrica subsahariana comença amb l'Era dels Descobriments al segle xv, iniciada per Portugal sota el títol d'Enric el Navegant. Bartolomeu Dias va arribar al Cap de Bona Esperança per primera vegada el 12 de març de 1488, obrint l'important recorregut marítim cap a l'Índia i l'Extrem Orient, però l'exploració europea d'Àfrica es va mantenir molt limitada durant els segles XVI i XVII. Les potències europees es van conformar amb establir llocs comercials al llarg de la costa mentre exploraven i colonitzaven activament el Nou Món. L'exploració de l'interior d'Àfrica es va deixar, doncs, majoritàriament als comerciants d'esclaus àrabs, que juntament amb la conquesta musulmana del Sudan van establir xarxes de gran abast i van recolzar l'economia de diversos regnes sahelians durant els segles XV-XVIII.
A principis del segle xix, el coneixement europeu de la geografia de l'interior de l'Àfrica subsahariana era encara bastant limitat. Les expedicions que van explorar l'Àfrica austral es van fer durant els anys 1830 i 1840, de manera que al voltant del punt intermedi del segle xix i el començament de la lluita colonial per Àfrica, les parts inexplorades es limitaven ara al que seria la conca del Congo i els grans llacs africans. Aquest "Cor d'Àfrica" es va mantenir com un dels últims "punts en blanc" dels mapes mundials de finals del segle xix (al costat de l'Àrtida, l'Antàrtida i l'interior de la conca de l'Amazones). Es va deixar als exploradors europeus del segle xix, inclosos els que buscaven les famoses fonts del Nil, especialment John Hanning Speke, Sir Richard Burton, David Livingstone i Henry Morton Stanley, per completar l'exploració d'Àfrica a la dècada de 1870. Després d'això, es coneixia la geografia general d'Àfrica, però es van produir a altres expedicions durant els anys 1880, sobretot les dirigides per Oskar Lenz, per elaborar més detalls, com la composició geològica del continent.

## Antiguitat

Reconstrucció del mapamundi d'Hecateu.

Els fenicis van explorar el nord d'Àfrica, establint una sèrie de colònies, la més destacada de les quals va ser Cartago. Cartago va dur a terme l'exploració de l'Àfrica occidental. La primera circumnavegació del continent africà va ser realitzada probablement per mariners fenicis, en una expedició encarregada pel faraó egipci Necó II, al 600 aC i va durar tres anys. Un informe d'aquesta expedició la proporciona Heròdot. Van navegar cap al sud, van vorejar el Cap en direcció a l'oest, es van dirigir al nord fins al Mediterrani i van tornar a casa. Afirma que es van aturar cada any per sembrar i collir gra. Herodot mateix es mostra escèptic davant la historicitat d'aquesta gesta, que hauria tingut lloc prop de 120 anys abans del seu naixement; no obstant això, la raó per la qual no creu la història és que els mariners afirmen que quan van navegar per la costa sud d'Àfrica van trobar que el Sol es trobava a la seva dreta, al nord; Herodot, que no era conscient de la forma esfèrica de la Terra, no va creure això. Alguns comentaristes van prendre aquesta circumstància com a prova que el viatge és històric, però altres estudiosos encara descarten l'informe com a poc probable.
La costa de l'Àfrica occidental podria haver estat explorada per Hannó el Navegant en una expedició del 500 aC. L'informe d'aquest viatge sobreviu en un petit Periplus en grec, que va ser citat per primera vegada pels autors grecs al segle iii aC. Hi ha certa incertesa sobre fins on va arribar Hannó; va navegar clarament fins a Sierra Leone i va poder continuar fins a Guinea o fins i tot, al Gabon. No obstant això, Robin Law assenyala que alguns comentaristes han argumentat que l'exploració d'Hannó no l'ha portat més enllà del sud del Marroc.
Àfrica rep el nom dels afri (nom en llatí dels habitants d'Àfrica) que es van establir a l'àrea actual de Tunísia. La província romana d'Àfrica abastava la costa mediterrània del que ara és Líbia, Tunísia i Algèria. Llavors, Les parts del nord d'Àfrica al nord del Sàhara eren ben conegudes a l'antiguitat. Abans del segle ii aC, els geògrafs grecs desconeixien que la massa terrestre coneguda llavors com a Líbia es va expandir al sud del Sàhara, suposant que el desert delimitava en la part externa de l'Oceà. De fet, Alexandre el Gran, segons les Vides de Plutarc, considerava navegar des de les boques de l'Indus fins al Regne de Macedònia passant al sud d'Àfrica com a drecera en comparació amb la ruta terrestre. Fins i tot, Eratòstenes, al voltant del 200 aC va assumir encara una extensió de la massa terrestre no més al sud que la Banya d'Àfrica.
A l'època imperial romana, la Banya d'Àfrica era coneguda pels geògrafs mediterranis. El lloc comercial de Rapta, descrit com "l'últim mercat d'Azània", pot correspondre a la costa de Tanzània. El Periple de la Mar Eritrea, datat al segle I dC, sembla estendre els coneixements geogràfics més al sud, cap al sud-est d'Àfrica. El mapamundi de Ptolemeu del segle II és conscient que el continent africà s'estén significativament més al sud que la Banya d'Àfrica, però no té cap detall geogràfic al sud de l'equador (no és clar si coneix el golf de Guinea).

## Comerç àrab d'esclaus
A l'època medieval, l'exploració de l'interior del Sàhara i del Sahel, així com al llarg de la costa suahili fins a Moçambic va ser el projecte de conquestes musulmanes i de comerç d'esclaus. Va ser a Moçambic que les rutes d'exploració "àrtic" i portuguesa de l'Àrab es reunirien a la fi del segle xv.
Després de la conquesta del nord d'Àfrica al segle viii, els musulmans àrabs es van aventurar a l'Àfrica subsahariana primer al llarg de la vall del Nil cap a Nubia, i més tard també a través del Sàhara cap a l'Àfrica occidental. Estaven interessats en el comerç transaharià, especialment en els esclaus. Aquesta expansió de la cultura àrab i islàmica va ser un procés gradual, que va durar durant la major part de l'edat mitjana. Els regnes cristians de Nubia van quedar sota la pressió des del segle vii, però van resistir durant diversos segles. El regne de Makuria i el vell Dongola es van esfondrar a principis del segle xiv. Un paper significatiu en la propagació de l'islam a Àfrica va ser pres per les ordes sufís durant els segles IX al XIV, que es van estendre cap al sud a través de rutes comercials entre el nord d'Àfrica i els regnes subsaharians de Ghana i Mali. A la costa de l'Àfrica Occidental, van instal·lar zawiyas a la vora del riu Níger. L'Imperi de Mali es va convertir en islàmic després de la peregrinació de Musa I de Mali el 1324. Timbuctú es va convertir en un important centre de la cultura islàmica al sud del Sàhara. Alodia, l'últim romanent de la Núbia cristiana, va ser destruït pel Funj el 1504.

## Primeres expedicions portugueses

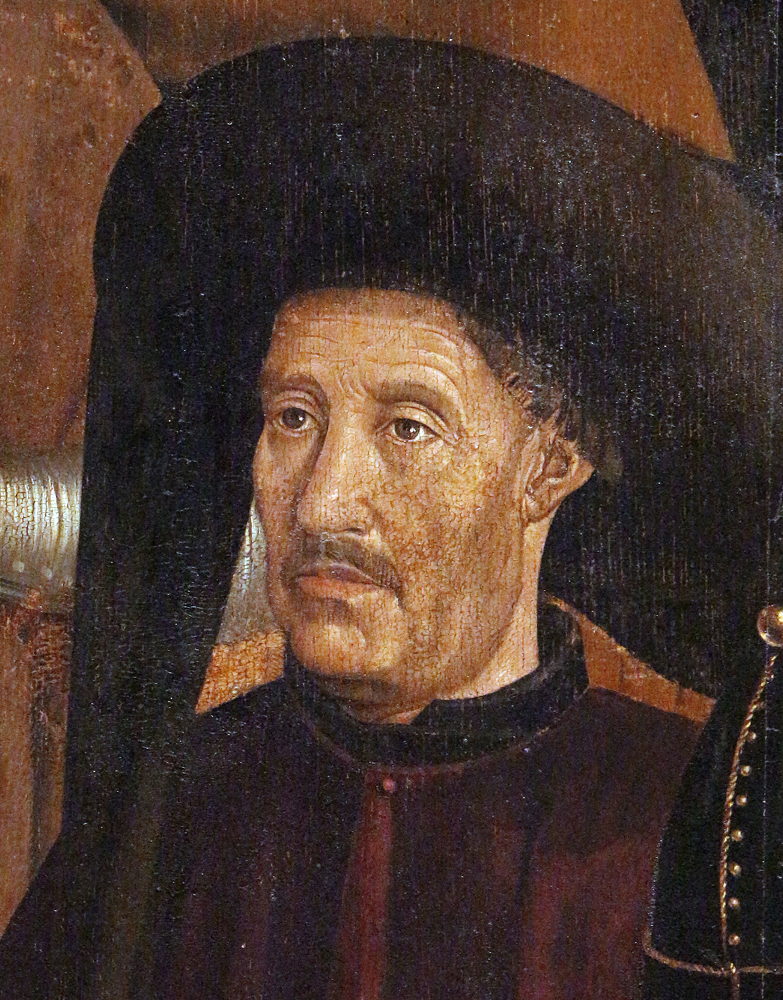
Enric el Navegant en un tríptic de Sant Vicenç del, de Nuno Gonçalves.

L'explorador portuguès el príncep Enric, conegut com el Navegant, va ser el primer europeu que va explorar metòdicament Àfrica i la ruta oceànica cap a les Índies. Des de la seva residència a la regió de l'Algarve, al sud de Portugal, va dirigir successives expedicions per circumnavegar Àfrica i arribar a l'Índia. En el 1420, Enric va enviar una expedició per garantir l'illa deshabitada però també estratègica de Madeira. Al 1425 va intentar també assegurar les illes Canàries, però aquestes ja estaven sota un control castellà ferm. En el 1431, una altra expedició portuguesa va arribar i va annexar les Açores.
Les cartes navals de 1339 mostren que les Illes Canàries ja eren conegudes pels europeus. El 1341, els exploradors portuguesos i italians van preparar una expedició conjunta. L'any 1342 els catalans van organitzar una expedició dirigida per Francesc Desvalers a les Illes Canàries, la qual va partir de Mallorca. Al 1344, el papa Climent VI va nomenar a l'almirall francès Luis de la Cerda, Príncep de la Fortuna, i el va enviar a conquerir les Canàries. El 1402, Jean de Bethencourt i Gadifer de la Salle van navegar per conquistar les Illes Canàries però se les van trobar ja saquejades pels castellans. Tot i que van conquistar les illes, el nebot de Bethencourt es va veure obligat a cedir-les a Castella en el 1418.
Els anys 1455 i el 1456 dos exploradors italians, Alvise Cadamosto de Venècia i Antoniotto Usodimare de Gènova, juntament amb un capità portuguès del qual se'n desconeix el nom, els quals treballaven per al príncep Enric, el Navegant de Portugal, van seguir el riu Gàmbia, visitant la terra del Senegal, mentre que un altre italià, el "Mariner de Gènova", António de Noli, també en nom del príncep Enric, va explorar les illes de Bijagós i, juntament amb el portuguès Diogo Gomes, l'arxipèlag de Cap Verd. António de Noli, que es va convertir en el primer governador de Cap Verd (i el primer governador colonial europeu a l'Àfrica subsahariana), també és considerat el descobridor de les primeres illes de Cap Verd.
Al llarg de les costes occidentals i orientals d'Àfrica, el progrés també va ser constant; els mariners portuguesos van arribar al Cap Bojador el 1434 i al Cap Blanc en 1441. El 1443 van construir una fortalesa a l'illa d'Arguin, en l'actual Mauritània, negociant blat i roba a canvi d'or i esclaus africans. Va ser la primera vegada que l'or semi-mític del Sudan va arribar a Europa sense la mediació musulmana. La majoria dels esclaus van ser enviats a Madeira, que es va convertir, després d'una profunda desforestació, en la primera colònia europea de plantacions. Entre 1444 i 1447, els portuguesos van explorar les costes del Senegal, Gàmbia i Guinea. El 1456, el capità de Venècia, Alvise Cadamosto, sota el comandament portuguès, va explorar les illes de Cap Verd. En 1462, dos anys després de la mort del príncep Enric, els mariners portuguesos van explorar les illes Bissau i van posar nom a Sierra Leone (Muntanyes Lleona).

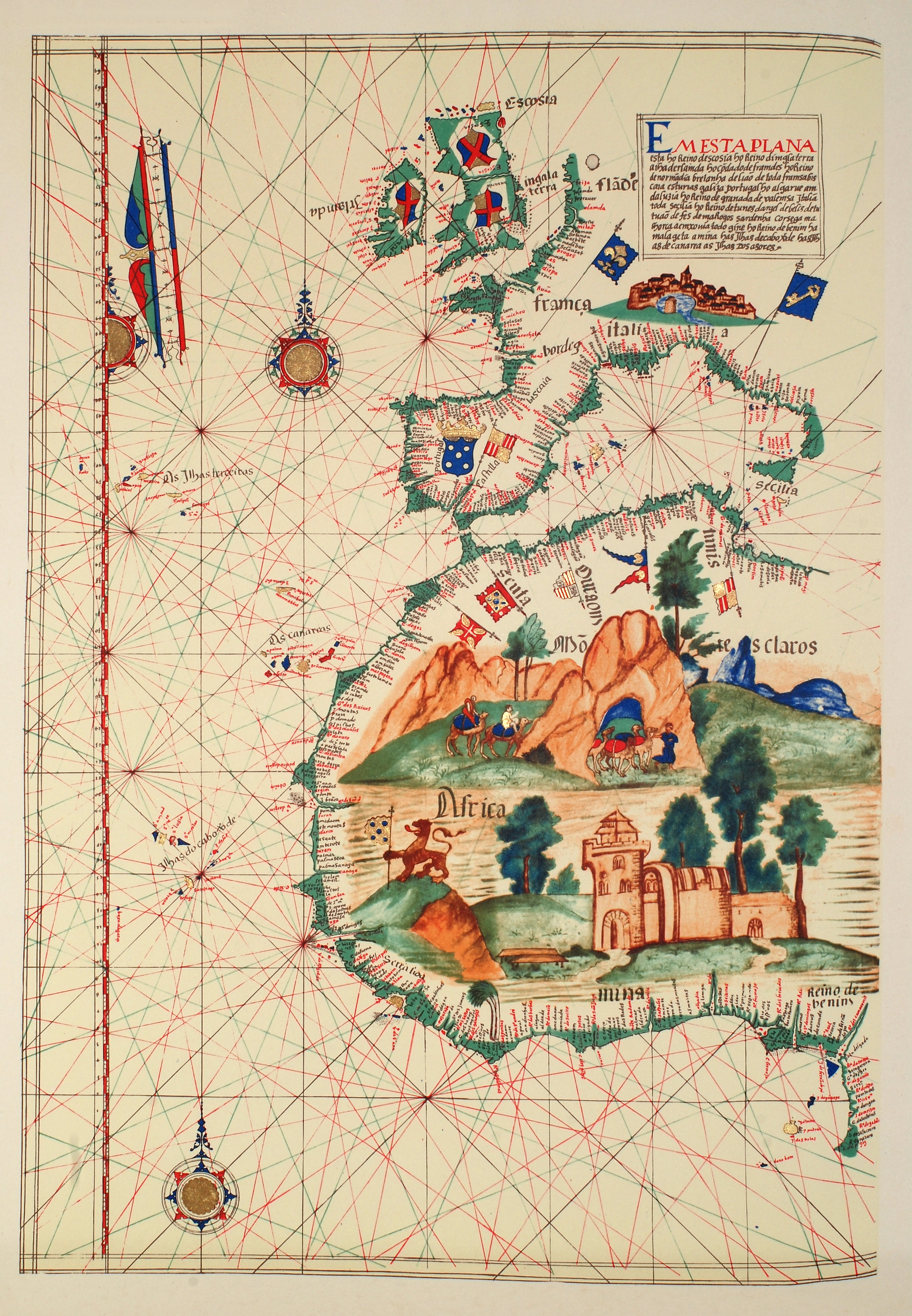
Mapa de l'Àfrica Occidental fet per Lázaro Luis (1563). El castell llarg situat a l'oest d'Àfrica representa al taller fortificat de São Jorge da Mina (el castell d'Elmina).

El 1469, Fernão Gomes va llogar els drets d'exploració africana durant cinc anys. Sota la seva direcció, el 1471, els portuguesos van arribar a la moderna Ghana i es van establir a A Mina (la mina), que més tard es va anomenar a Elmina. Finalment, havien arribat a un país amb una gran quantitat d'or, d'aquí el nom històric de "Costa d'Or" que Elmina acabaria rebent.
El 1472, Fernão do Pó va descobrir l'illa que portarà el seu nom durant segles (ara anomenada Bioko) i un estuari abundant de gambeta (en portuguès: camarão), donant el seu nom al Camerun.
Poc després l'equador fou travessat per europeus. Portugal va establir una base a Sāo Tomé que, després de 1485, es va establir amb criminals. Després de 1497, els jueus expulsats espanyols i portuguesos també hi van trobar un refugi segur.
En el 1482 Diogo Cão va trobar la boca d'un gran riu i es va assabentar de l'existència d'un gran regne, el Regne del Congo. El 1485 també va explorar riu amunt.
Però els portuguesos volien, per sobre de tot, trobar una ruta cap a l'Índia i continuaven intentant circumnavegar Àfrica. El 1485, l'expedició de João Afonso d'Aveiros, amb l'astrònom alemany Martin Behaim com a membre de la tripulació, va explorar el Golf de Benin (Regne de Benin), retornant amb informació sobre el rei africà Ogane.
El 1488 Bartolomeu Dias i el seu pilot Pêro de Alenquer, després de rebutjar un motí, van canviar el nom d'un cap on van ser capturats per una tempesta, nomenant-lo el Cap de les Tempestes. Van seguir la costa durant un temps i van adonar-se que seguia anant cap a l'est amb una certa tendència al nord. A falta de subministraments, es van donar la volta amb la convicció que finalment es va arribar a l'extrem d'Àfrica. En el seu retorn a Portugal, el prometedor cap va passar a denominar-se Cap de Bona Esperança.
Alguns anys més tard Cristòfor Colom va desembarcar als Estats Units sota el comandament castellà rival. El Papa Alexandre VI va decretar la butlla de l'Inter caetera, dividint les parts del món no cristianes entre les dues potències catòliques rivals: Espanya i Portugal.
Finalment, entre els anys 1497 i 1498, Vasco da Gama, de nou amb Alenquer com a pilot, va fer una ruta directa cap al Cap de Bona Esperança, a través de Santa Helena. Va anar més enllà del punt més llunyà arribat per Dias i va anomenar el país Natal. Després va navegar cap al nord fent parades a Quelimane (Moçambic) i Mombasa, on va trobar comerciants xinesos, i també Malindi (tots dos al Kenya actual). En aquesta ciutat, va reclutar un pilot àrab i va navegar directament a Calicut. El 28 d'agost de 1498, el rei Manuel de Portugal va informar al Papa de les bones notícies en què Portugal havia arribat a l'Índia.
Egipte i Venècia van reaccionar a aquesta notícia amb hostilitat; des del Mar Roig, van atacar conjuntament els vaixells portuguesos que cotitzaven amb l'Índia. Els portuguesos van derrotar aquests vaixells prop de Diu el 1509. La indiferent reacció de l'Imperi Otomà a l'exploració portuguesa va deixar a Portugal en un control gairebé exclusiu del comerç a través de l'Oceà Índic. Van establir moltes bases al llarg de la costa oriental d'Àfrica a excepció de Somàlia (vegeu les guerres ajuuraan-portugueses). Els portuguesos també van capturar Aden el 1513.
Un dels vaixells sota el comandament de Diogo Dias va arribar a una costa que no estava a l'Àfrica oriental. Dos anys més tard, un mapa ja mostrava una illa allargada a l'est de l'Àfrica que portava el nom de Madagascar però només un segle més tard, entre 1613 i 1619, els portuguesos van explorar l'illa en detall. Van signar tractats amb els caps locals i hi van enviar els primers missioners, que van trobar impossible fer creure a la gent en l'infern i finalment van ser expulsats.

## Inici història moderna

### Portuguesa

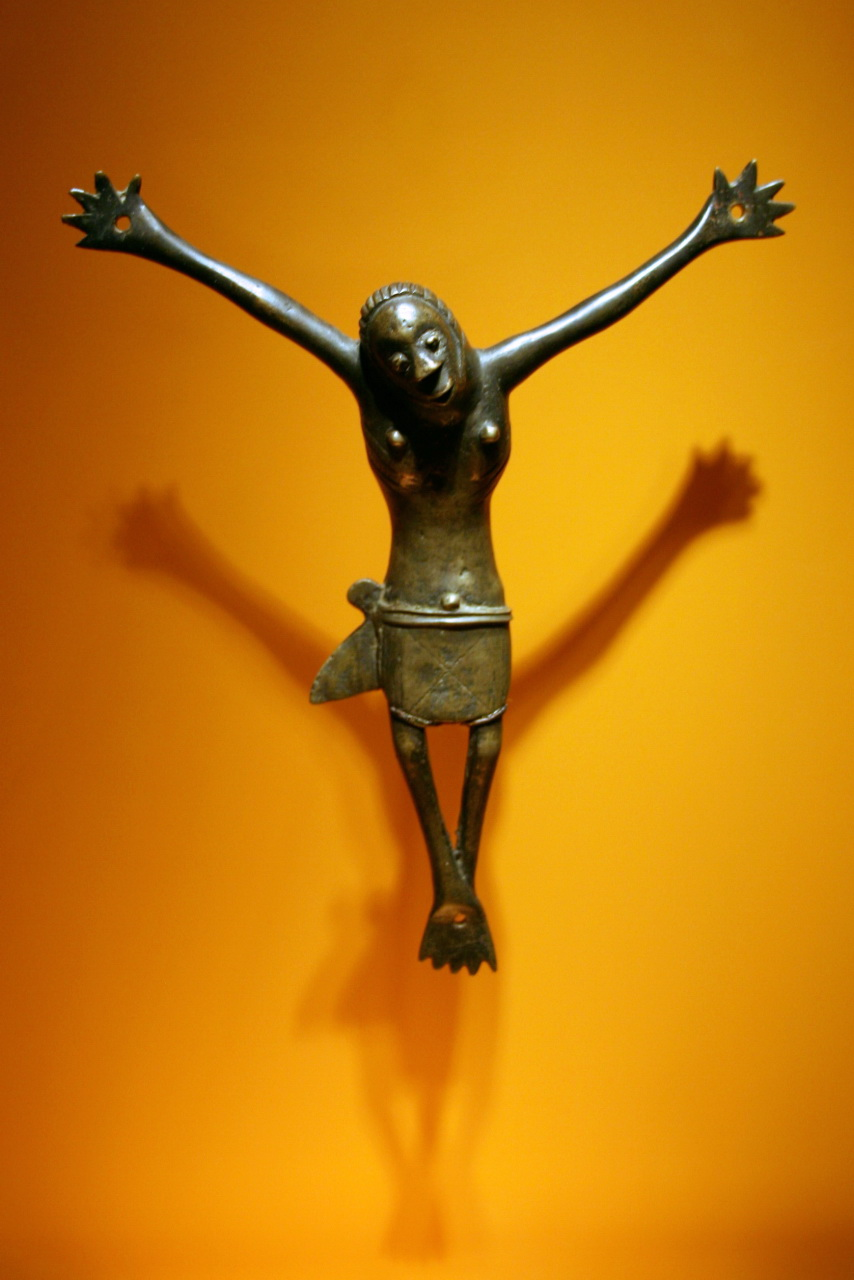
Crucifix del, aliatge de coure, República Democràtica del Congo

La presència portuguesa a Àfrica aviat va interferir amb els interessos comercials àrabs existents. El 1583, els portuguesos es van establir a Zanzíbar i a la costa suahili. El Regne del Congo es va convertir al cristianisme el 1495, amb el seu rei prenent el nom de João I. Els portuguesos també van establir els seus interessos comercials en el Regne de Mutapa al segle xvi, i el 1629 van col·locar un governant titella sobre el tron.
Els portuguesos (i més tard també els holandesos) també es van involucrar en l'economia local d'esclaus, donant suport a l'estat dels Chaggas, que van fer incursions d'esclaus al Congo.

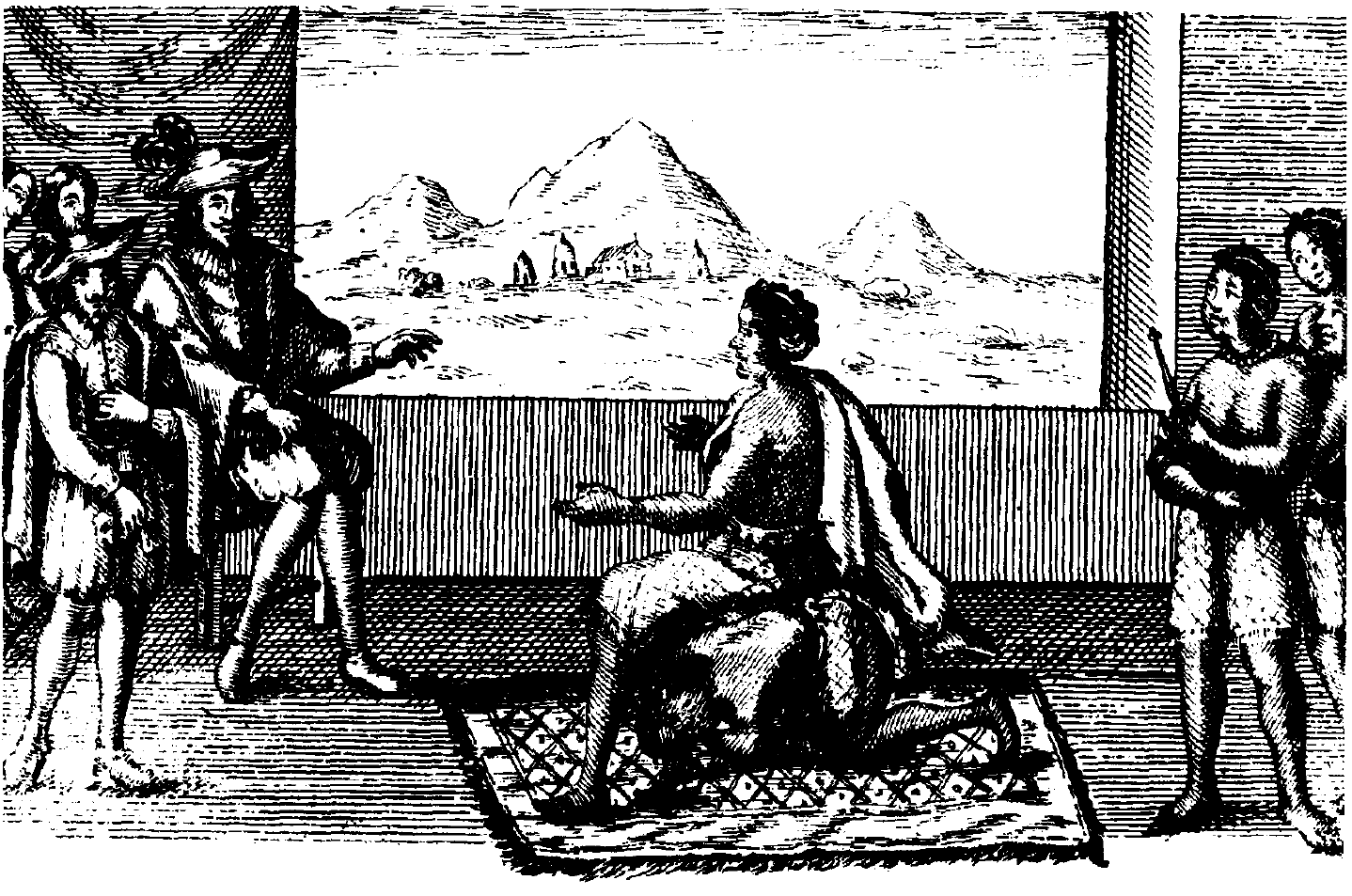
La Reina Nzinga en negociacions de pau amb el governador portuguès a Luanda, 1657

També van utilitzar el Kongo per afeblir el regne veí de Ndongo, on la reina Nzinga va fer una resistència ferotge però finalment condemnada a les ambicions portugueses i de Chagga. Portugal va intervenir militarment en aquests conflictes, creant la base de la seva colònia d'Angola. En 1663, després d'un altre conflicte, la corona reial de Kongo va ser enviada a Lisboa. No obstant això, un regne Kongo disminuït continuaria existint fins al 1885, quan l'últim Manicongo, Pedro V, va cedir el seu domini gairebé inexistent a Portugal.
Els portuguesos van tractar amb l'altre gran estat d'Àfrica meridional, el Monomotapa (Zimbàbue modern), d'una manera similar: Portugal va intervenir en una guerra local amb l'espera d'obtenir abundants riqueses minerals, imposant un protectorat. Però amb l'autoritat del monomotapa disminuïda per la presència estrangera, l'anarquia es va fer càrrec. Els miners locals van emigrar i fins i tot van enterrar les mines per evitar que caiguessin a mans portugueses. Quan el 1693 els veïns Cangamires van envair el país, els portuguesos van acceptar el seu fracàs i es van retirar a la costa.

### Holandesa
A partir del segle xvii els Països Baixos van començar a explorar i colonitzar l'Àfrica. Mentre que els holandesos estaven fent una llarga guerra d'independència contra Espanya, Portugal es va unir temporalment amb Espanya, començant el 1580 i finalitzant el 1640. Com a conseqüència, les creixents ambicions colonials dels Països Baixos es van dirigir principalment contra Portugal.
Amb aquesta finalitat, es van fundar dues empreses holandeses: la Companyia de les Índies Occidentals, amb poder sobre tot l'oceà Atlàntic, i la Companyia de les Índies Orientals, amb poder sobre l'oceà Índic.
La Companyia de les Índies Occidentals va conquistar Elmina el 1637 i Luanda el 1640. El 1648 van ser expulsats de Luanda pels portuguesos. En general, els holandesos van construir 16 forts a diferents llocs, inclosa Gorée al Senegal, superant en part a Portugal sent el principal poder de comerç d'esclaus. La Costa d'Or dels Països Baixos i la Costa Holandesa dels Esclaus van tenir èxit.
Però a la colònia holandesa de Loango-Angola, els portuguesos van aconseguir expulsar els holandesos.
Al Maurici holandès, la colonització es va iniciar el 1638 i va acabar el 1710, amb una breu interrupció entre 1658 i 1666. Nombrosos governadors van ser sotmesos a dificultats, com ciclons, sequeres, infestacions de plagues, manca de menjar i malalties. l'illa va ser abandonada definitivament el 1710.
Els holandesos van deixar un impacte durador a Sud-àfrica, una regió ignorada per Portugal que els holandesos van decidir utilitzar com a estació en la seva ruta cap a Àsia oriental. Jan van Riebeeck va fundar Ciutat del Cap en 1652, començant l'exploració i la colonització europea de Sud-àfrica.

### Altres primeres presències europees modernes

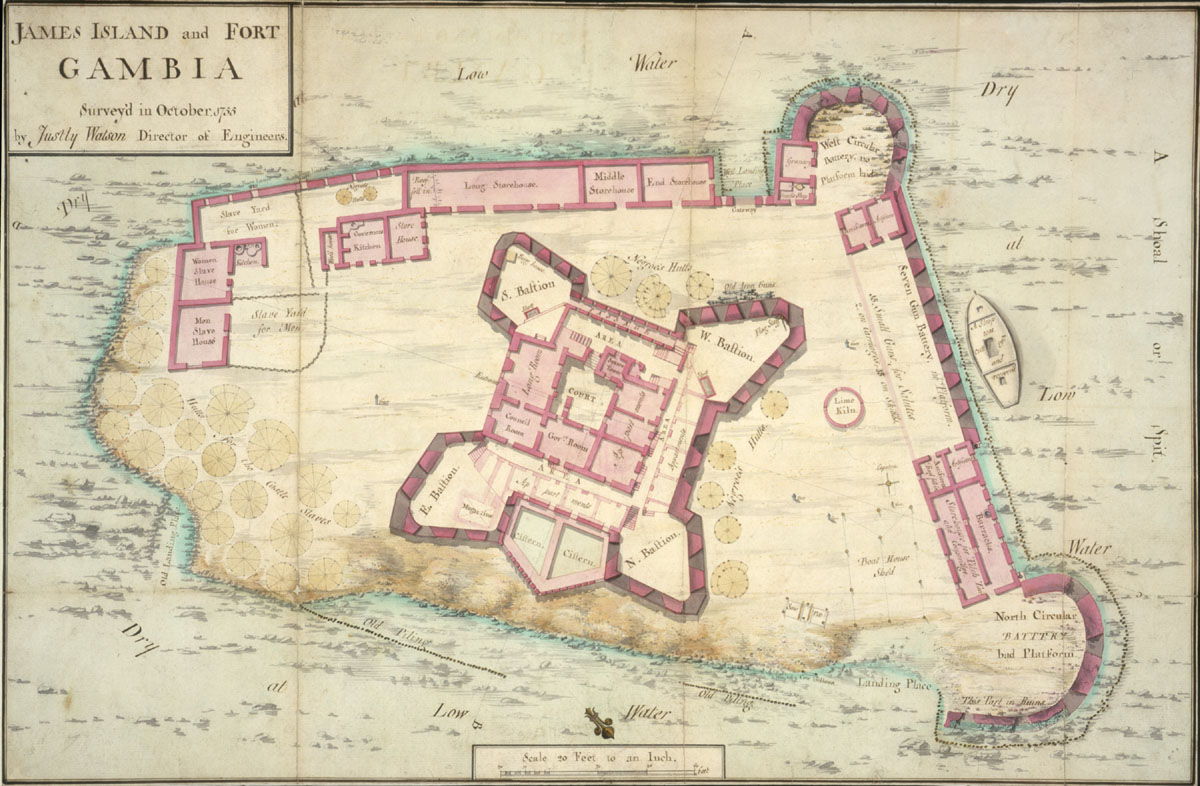
Mapa del Fort James (Gàmbia), la primera possessió anglesa d'Àfrica

Gairebé al mateix temps que els holandesos, alguns altres poders europeus van intentar crear els seus propis avantguardes per al comerç d'esclaus africans.
Ja a partir del 1530 els aventurers mercants anglesos van començar a operar a l'Àfrica occidental, entrant en conflicte amb les tropes portugueses. En el 1581 Francis Drake va arribar al Cap de Bona Esperança. El 1663 els anglesos van construir el Fort James (Gàmbia). Un any més tard, una altra expedició colonial anglesa va intentar establir el sud de Madagascar, deixant com a resultat la mort de la majoria dels colons. Els forts anglesos a la costa de l'Àfrica occidental van ser finalment presos pels holandesos.
El 1626 es va crear la Companyia francesa de l'Occident. Aquesta empresa va expulsar els holandesos de Senegambia (Senegal), convertint-se en el primer domini francès a Àfrica, i van conquistar l'illa d'Arguin.
França també va fixar els seus ulls a Madagascar, l'illa que s'utilitzava des de 1527 com a parada en viatges a l'Índia. El 1642 la Companyia Francesa de les Índies Orientals va fundar un assentament al sud de Madagascar anomenat Fort Dauphin. Els resultats comercials d'aquest assentament eren escassos i, de nou, la majoria dels colons van morir. Un dels supervivents, Étienne de Flacourt, va publicar la Història de la Gran Illa de Madagascar i les seves relacions, que va ser durant molt de temps la principal font europea d'informació sobre l'illa. Altres intents d'assentament no van tenir èxit, però, el 1667, François Martín va liderar la primera expedició al cor de Malgasy, arribant al llac Alaotra. El 1665, França va reclamar oficialment Madagascar, sota el nom de Île Dauphine. No obstant això, la petita activitat colonial tindria lloc a Madagascar fins al segle xix.
El 1651 el Ducat de Curlàndia i Semigàlia (vassall de la Confederació de Polònia i Lituània) va guanyar una colònia a l'Àfrica a l'Illa de Kunta Kinteh, al riu Gàmbia, i van establir el Fort Jacob. El ducat també va prendre altres terres locals, com ara l'illa de Santa María (actual Banjul) i el Fort Juffureh.
El 1650 els comerciants suecs van fundar la Costa d'Or Sueca a la moderna Ghana després de la fundació de la Companyia Sueca d'Àfrica (1649). El 1652 es van establir els fonaments de la fortalesa de Carlsborg. El 1658, Fort Carlsborg va ser confiscat i va formar part de la colònia danesa de la Costa d'Or Danesa, i a continuació, de la Costa d'Or Neerlandesa. Posteriorment, la població local va començar una rebel·lió amb èxit contra els seus nous mestres i el desembre de 1660 el rei del poble dels àkans del sub-grup Efutu, va tornar a oferir a Suècia el control de la zona, però el 1663 van ser confiscats pels danesos després d'una llarga defensa de Fort Christiansborg.
El Regne de Dinamarca i Noruega va colonitzar de la Costa d'Or Danesa, de 1674 a 1755, els assentaments van ser administrats per la Companyia Danesa de les Índies Occidentals. Des de desembre de 1680 fins al 29 d'agost de 1682, els portuguesos van ocupar Fort Christiansborg. El 1750 es va convertir en una colònia danesa de la corona. De 1782 a 1785 va estar sota ocupació britànica. Des de 1814 va formar part del territori de Dinamarca.
El 1677 el rei Frederic Guillem I de Prússia va enviar una expedició a la costa occidental d'Àfrica. El comandant de l'expedició, el capità Blonk, va signar acords amb els caps de la Costa d'Or. Allí, els prussians van construir un fort anomenat Gross Friederichsburg i van restaurar el fort portuguès abandonat d'Arguin. Però el 1720 el rei va decidir vendre aquestes bases als Països Baixos a canvi de 7.000 ducats i 12 esclaus, sis d'ells encadenats amb cadenes d'or pures.
El 1777 l'Imperi Espanyol i l'Imperi Portuguès van signar el Tractat de San Ildefons en el qual Portugal donava les illes d'Annobón i Fernando Poo a les aigües del golf de Guinea, així com de la costa guineana entre el riu Níger i el riu Ogooué, cap a Espanya.
Els britànics van expressar el seu interès per la formació al 1788 de l'Associació per a la promoció del descobriment de les parts interiors d'Àfrica. Els individus que van formar aquest club es van inspirar en part per l'escocès James Bruce, que es va aventurar a Etiòpia el 1769 i va arribar a la font del Nil Blau.
En general, l'exploració europea d'Àfrica als segles xvii i XVIII va ser molt limitada. En canvi, es van centrar en el comerç d'esclaus, que només requeria bases i articles costaners per al comerç. La veritable exploració de l'interior africà començaria fins al segle xix.

## Seglexix

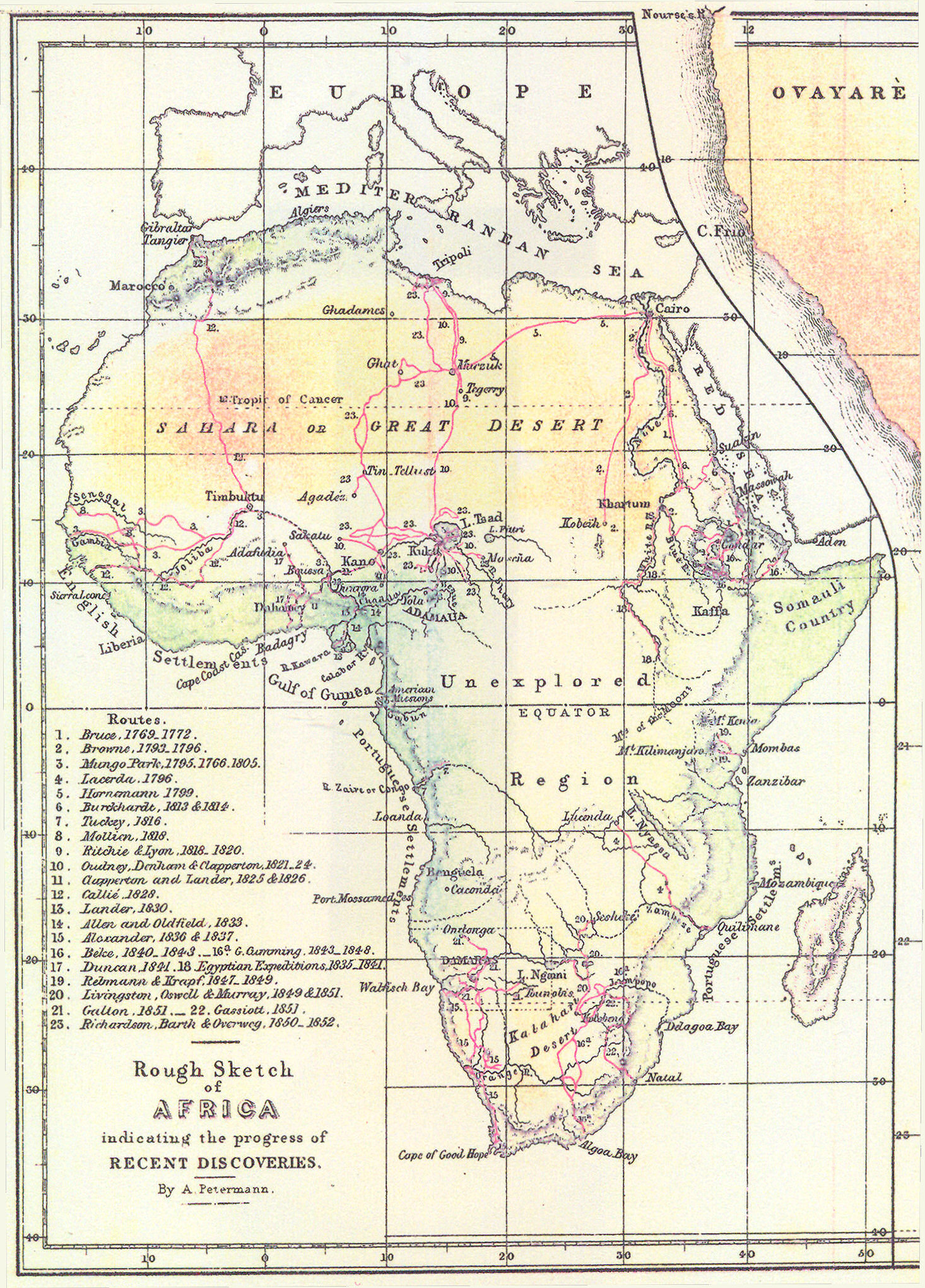
Rutes dels exploradors europeus a l'Àfrica en el 1853

Tot i que les guerres napoleòniques van distreure l'atenció d'Europa del treball exploratori a Àfrica, no obstant això, aquestes guerres van exercir una gran influència sobre el futur del continent, tant a Egipte com a Sud-àfrica. L'ocupació d'Egipte (1798-1803), primer per França i després per Gran Bretanya, va provocar un esforç per part de l'Imperi Otomà de recuperar el control directe sobre aquest país. En el 1811, Mehemet Ali va establir un estat gairebé independent i, a partir de 1820, va establir el domini egipci sobre l'est del Sudan. A Sud-àfrica, la lluita contra Napoleó va fer que el Regne Unit prengués possessió dels assentaments holandesos al Cap. El 1814, la Colònia del Cap, que havia estat ocupada per les tropes britàniques des del 1806, va ser cedida formalment a la corona britànica.
Mentrestant, es van produir canvis considerables en altres parts del continent. L'ocupació d'Alger per part de França el 1830 va acabar amb la pirateria dels estats bàrbars. L'autoritat egípcia va continuar expandint-se cap al sud, amb les conseqüents addicions al coneixement del Nil. La ciutat de Zanzíbar, a l'illa amb aquest nom, va aconseguir ràpidament importància. Els testimonis d'un vast mar interior i el descobriment de les muntanyes cobertes de neu del Kilimanjaro entre 1840 i 1848 van estimular el desig de conèixer més sobre l'Àfrica a Europa.
A mitjans del segle xix, les missions protestants estaven treballant a la costa de Guinea, a Sud-àfrica i als dominis de Zanzibar. Els missioners van visitar regions i pobles poc coneguts, i en molts casos es van convertir en exploradors i pioners del comerç i de l'imperi. David Livingstone, missioner escocès, havia estat contractat des de 1840 pel seu treball al nord del riu Orange. En el 1849, Livingstone va creuar el desert de Kalahari de sud a nord i va arribar al llac Ngami. Entre 1851 i 1856, va recórrer el continent d'oest a est, descobrint les grans vies fluvials del riu Zambezi superior. El novembre de 1855, Livingstone es va convertir en el primer europeu a veure les famoses Cascades Victòria, nomenades així com la reina Victòria del Regne Unit. De 1858 a ]1864, Livingstone va explorar el baix Zambezi, el riu Shire i el llac Nyasa. La primera vegada que es va arribar a Nyasa fou amb l'esclau de confiança d'António da Silva Porto, un comerciant portuguès establert a Bié, Angola, el qual va travessar Àfrica durant els anys 1853-1856 des de Benguella a la desembocadura del Rovuma. Un dels objectius principals dels exploradors era localitzar la font del riu Nil. Les expedicions de Burton i Speke (1857-1858) i Speke i Grant (1863) van permetre situar el llac Tanganyika i el llac Victòria. Finalment es va demostrar que era aquest últim del qual fluïa el Nil.
Henry Morton Stanley, que en el 1871 va aconseguir trobar i ajudar a Livingstone (originant la famosa frase "Dr. Livingstone, suposo"), va començar de nou a Zanzíbar el 1874. En una de les expedicions més memorables de totes les exploracions a Àfrica, Stanley circumdat a la ciutat de Victoria Nyanza (Llac Victòria) i al llac Tanganyika. Fent un pas més a l'interior de la Lualaba, va seguir aquest riu fins a l'oceà Atlàntic, que va arribar a l'agost de 1877 i va demostrar que es tractava del riu Congo.

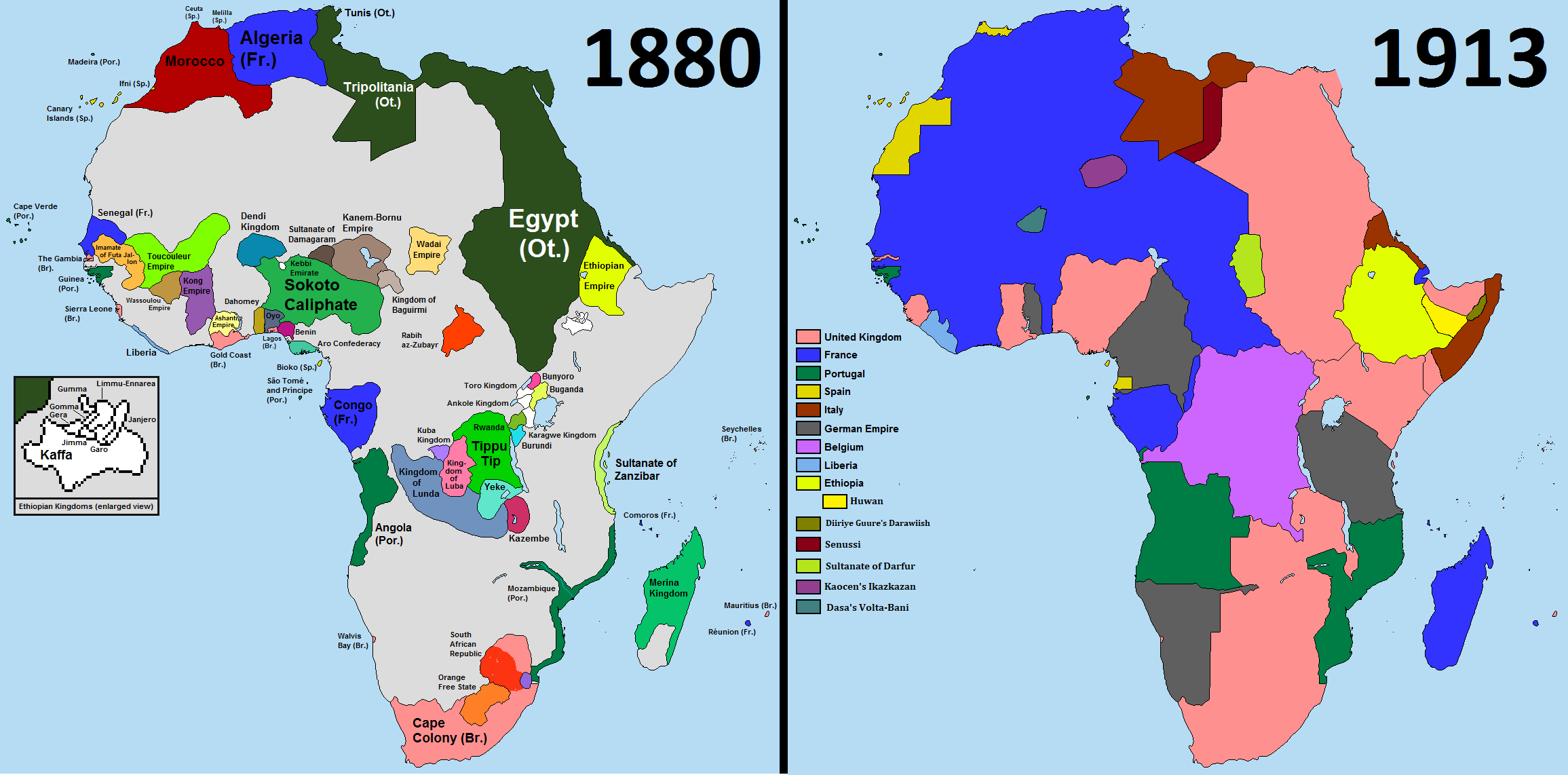
Comparativa d'Àfrica dels anys 1880 i 1913

El 1895, la Companyia Britànica de l'Àfrica del Sud va contractar a l'explorador nord-americà Frederick Russell Burnham per buscar minerals i maneres de millorar la navegació fluvial a la regió central i meridional d'Àfrica. Burnham va supervisar i dirigir l'expedició de la Companyia Britànica d'Exploració dels Territoris del Nord que va establir on els principals dipòsits de coure existien al nord del Zambezi, a la Rhodèsia del Nord-est. Al llarg del riu Kafue, Burnham va veure moltes similituds amb els dipòsits de coure que havia treballat als Estats Units, i es va trobar amb pobles natius amb braçalets de coure. El coure es va convertir ràpidament en l'exportació principal de l'Àfrica central i continua sent essencial per a l'economia encara avui.
Els exploradors també eren actius en altres parts del continent. El sud del Marroc, el Sàhara i el Sudan van ser travessats en moltes direccions entre 1860 i 1875 per Georg Schweinfurth i Gustav Nachtigal. Aquests viatgers no només van sumar considerablement els coneixements geogràfics, sinó que van obtenir informació incalculable sobre la gent, les llengües i la història natural dels països en què es va allotjar. Entre els descobriments de Schweinfurth hi va haver un que va confirmar les llegendes gregues de l'existència més enllà d'Egipte d'una "raça pigmeu". Però el primer descobridor occidental dels pigmeus de l'Àfrica central era Paul Du Chaillu, que els va trobar al districte d'Ogowe de la costa oest el 1865, cinc anys abans de la primera reunió de Schweinfurth amb ells. Du Chaillu, anteriorment, a través de viatges a la regió de Gabon entre 1855 i 1859, va fer popular a Europa el coneixement de l'existència del goril·la, l'existència de la qual es creia que era tan llegendària com la dels Pigmeus d'Aristòtil.

## Llista d'exploradors d'Àfrica

### Segle XV
- Diogo Cão
- Diogo de Azambuja
- Bartolomeu Dias
- Pêro de Alenquer
- João Infante
- João Grego
- Álvaro Martins
- Pêro Dias
- Gil Eanes
- Nuno Tristão
- Antão Gonçalves
- Dinis Dias
- Álvaro Fernandes
- Pêro de Sintra
- Fernão do Pó
- Alvise Cadamosto (nascut a Venècia)
- António de Noli (nascut a Gènova)
- Diogo Gomes
- Álvaro Caminha
- João de Santarém
- Pedro Escobar
- Duarte Pacheco Pereira
- Lopes Gonçalves (i l'Oceà Atlàntic)

### Segle XV/XVI
- Vasco da Gama (i va descobrir la ruta marítima cap a l'Índia)
- Diogo Dias (i l'oceà Índic, descobridor de Madagascar)
- Pêro da Covilhã (diplomat i explorador durant els s.XV-XVI a Etiòpia)
- Pedro Álvares Cabral (descobridor de Brasil, explorador de l'Índia al llarg de la costa africana)
- Sancho de Tovar i Vicente Pegado entre altres (també entre els primers europeus en contemplar i descriure les ruïnes de la Gran Zimbabue, després anomenades pels portuguesos com a Monomotapa).

### Segle XVI
- Paulo Dias de Novais
- António Fernandes (va viatjar a Monomotapa i més enllà, explorant gran part de l'actual Zimbàbue i possiblement el nord-est de Sud-àfrica)[10]
- Lourenço Marques (comerciant i explorador a l'Àfrica de l'est)
- Francisco Álvares (missionari i explorador a Etiòpia)
- Gonçalo da Silveira (missionari jesuïta, va viatjar pel riu Zambezi cap amunt a la capital de Monomotapa on sembla haver el N'Pande kraal, prop del riu M'Zingesi, al sud tributari de Zambezi)

### Seglexviii
- Francisco de Lacerda (explorador a Zambia)
- Mungo Park (explorador al riu Niger durant la dècada del 1790)

### Seglexix
- Plantilla:Country data Prussia Heinrich Barth

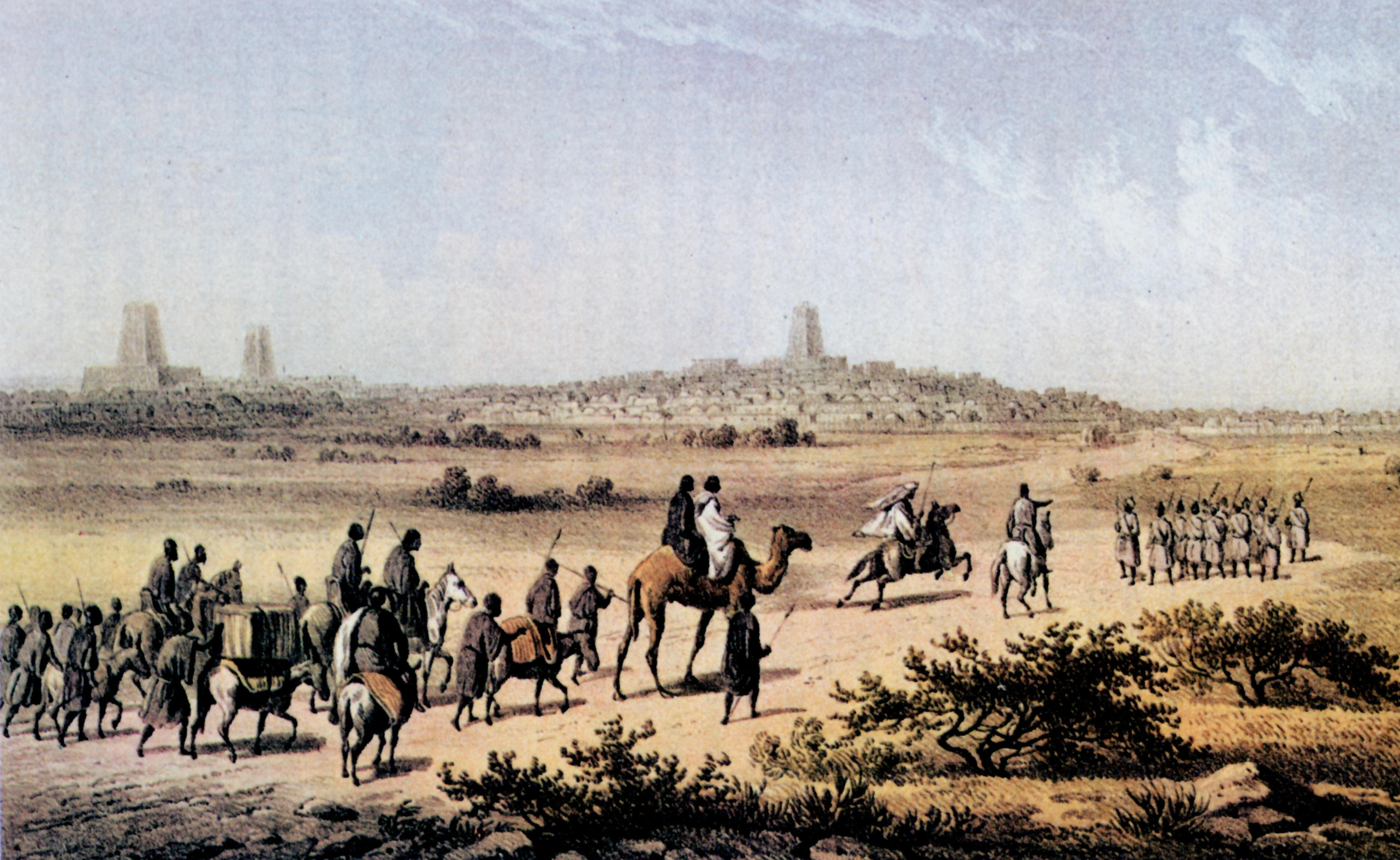
Heinrich Barth apropant-se a Timbuktu en el 1853

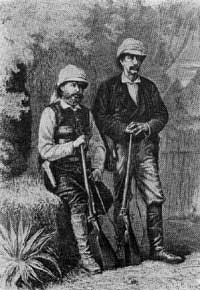
Hermenegildo Capelo and Roberto Ivens al 1883

- Pierre Savorgnan de Brazza (nascut italià)
- Johann Ludwig Burckhardt
- Frederick Russell Burnham (1861-1947), un explorador americà del sud, oest, centre, i est d'Àfrica.
- Richard Francis Burton (1821-1890) (Grans llacs d'Àfrica)
- René Caillié
- Hermenegildo Capelo
- Roberto Ivens
- Candido José da Costa Cardoso (va visitar el Llac Malawi [també conegut com a Llac Nyasa o Llac Niassa] al 1846)
- Paul Du Chaillu
- Hugh Clapperton (1788-1827), va explorar l'oest i el centre d'Àfrica
- Victor de Compiègne
- Dixon Denham (1786-1828), explorador de l'Àfrica centre-occidental.
- James Frederic Elton (1840-1877)
- Plantilla:Country data Austrian Empire Emil Holub
- Plantilla:Country data Austrian Empire Ignatius Knoblecher (1819-1858), explorador de la Conca del Nil Blanc
- Alexander Gordon Laing (1793-1826)
- Macgregor Laird (1808-1861)
- Richard Lemon Lander (1804-1834)
- Oskar Lenz (1848-1925), expedicions en els anys 1879-80 (trans-Sàhara) i 1885-87 (Congo)
- David Livingstone (1813-1873)Expedició d'Emin Pasha Relief

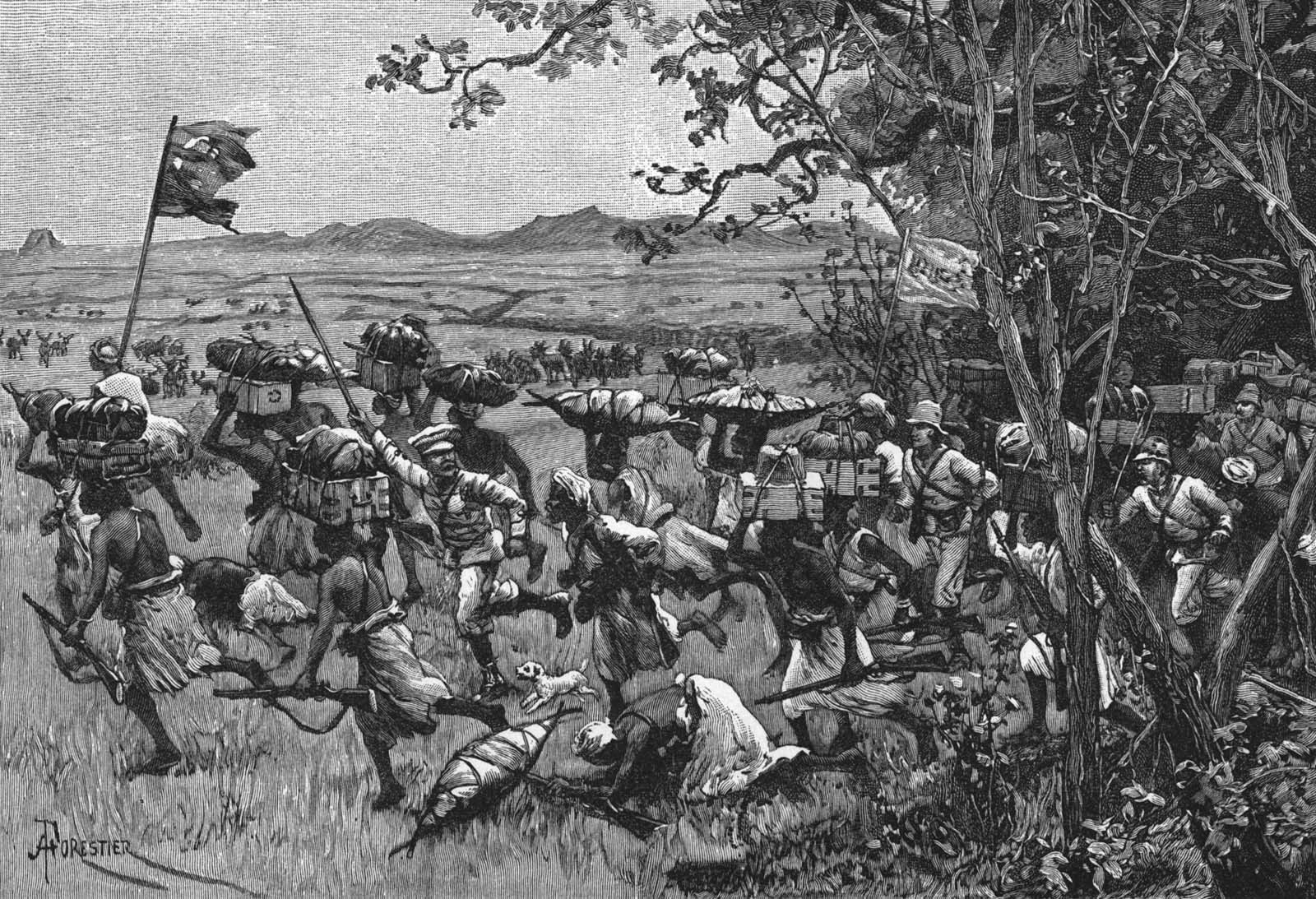
Expedició d'Emin Pasha Relief

- Frederick Lugard (1858-1945)
- Luigi Robecchi Bricchetti (1855-1926)
- Serpa Pinto (soldat i colonitzador d'Àfrica)
- António da Silva Porto
- Arthur Henry Neumann (1850-1907)
- Vittorio Bottego (1860-1897)
- Plantilla:Country data Prussia Georg Schweinfurth (Latvian born)
- Frederick Courtney Selous (1851-1917)
- Henry Morton Stanley (1841-1904) (nascut gal·lès)
- William Edgar Geil (1 d'octube de 1865, Doylestown, Pennsylvania - 11 d'abril de 1925, Venècia)
- John Hanning Speke (1827-1864) (va descobrir les fonts del Nil)
- James Hingston Tuckey (1776-1816) (nascut irlandès)

### Inici segle XX
- Jan Czekanowski
- William Edgar Geil
- Kazimierz Nowak